# FK Bečej
FK Bečej é uma equipe servia de futebol com sede em Bečej. Disputa a primeira divisão da Sérvia (Campeonato Sérvio de Futebol).
Seus jogos são mandados no Gradski stadion kraj Tise, que possui capacidade para 500 espectadores.

## História
O FK Bečej foi fundado em 1918.